# Richard Hartmann (Maschinenfabrikant)

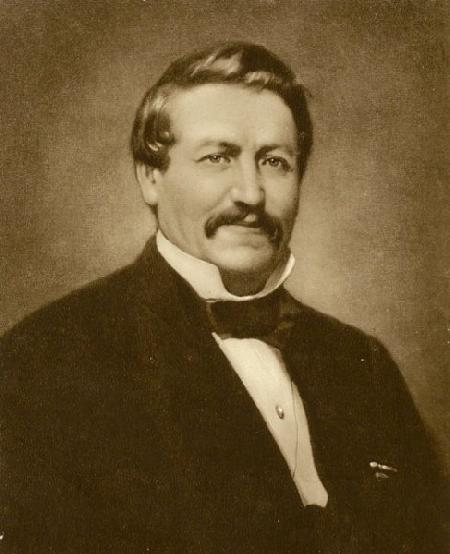
Richard Hartmann

Richard Hartmann (* 8. November 1809 in Barr, Elsass; † 16. Dezember 1878 in Chemnitz) war ein deutscher Maschinenfabrikant und Eisenbahnpionier. Seine Sächsische Maschinenfabrik in Chemnitz war in der zweiten Hälfte des 19. Jahrhunderts und den ersten beiden Jahrzehnten des 20. Jahrhunderts eines der bedeutendsten Maschinenbauunternehmen in Sachsen.

## Biografie
Richard Hartmann war Sohn des Weißgerbers Johannes Hartmann (1774–1853) und Maria Magdalena Schwartz (1783–1856). In seiner elsässischen Heimat erlernte er den Beruf des Zeugschmieds. 1828 begannen seine Wanderjahre, während derer er 1832 Chemnitz erreichte. In Chemnitz begann Hartmann für verschiedene frühe Fabrikanten zu arbeiten. Einer seiner Arbeitgeber war Carl Gottlieb Haubold, der als Begründer des Chemnitzer Maschinenbaus gilt. In Haubolds Unternehmen brachte es Hartmann vom Gesellen (Gehilfen) bis zum Akkord-Meister. 1837 erwarb er das Bürgerrecht und heiratete am 11. Oktober Bertha Auguste Oppelt (1813–1869). Im gleichen Jahr verließ er die Hauboldsche Fabrik und kaufte zusammen mit seinem Kollegen Karl Illing eine Maschinenbauwerkstatt an der Annaberger Straße. Hier reparierten Hartmann und Illing zusammen mit drei Gesellen Baumwoll-Spinnmaschinen. Das Geschäft florierte und nach kurzer Zeit wurde die Herstellung ganzer Spinnmaschinen aufgenommen.

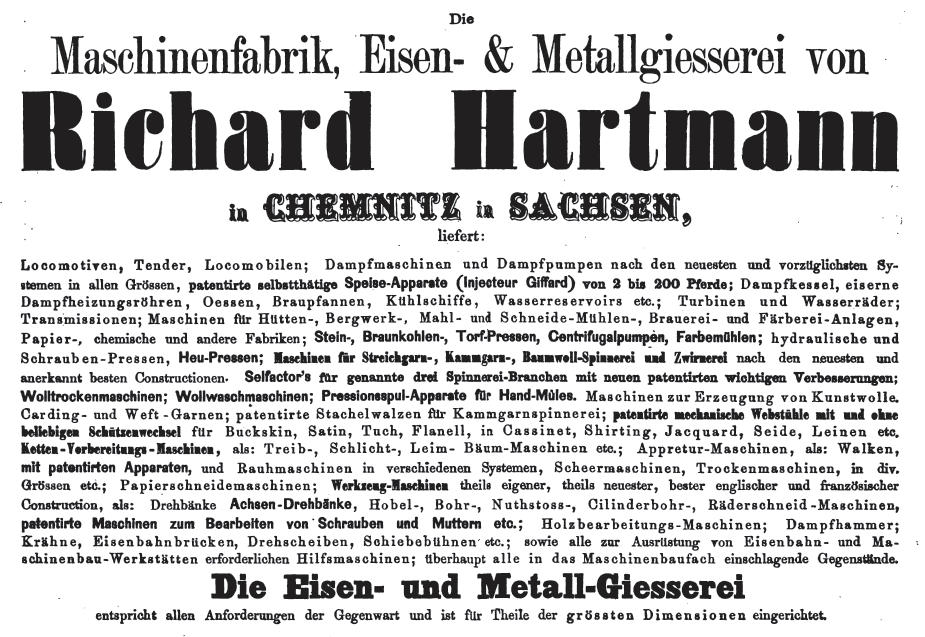
Werbeanzeige der Hartmannschen Fabrik (1861)

1839 überwarf sich Hartmann mit Illing und gründete mit August Götze das Unternehmen Götze & Hartmann, in der Götze für die kaufmännischen und Hartmann für die technischen Belange zuständig war. Im selben Jahr erwarb Hartmann für 1000 Taler von einem mittellosen Erfinder die Rechte an einer Streichgarn-Vorspinn-Maschine. Mit dieser Maschine begann der Durchbruch des Unternehmens, das damals etwa 30 Mitarbeiter zählte. Die Vorspinn-Maschinen begründete den Ruf Hartmanns als Spinnmaschinenproduzent über den Chemnitzer Raum hinaus. 1840 bezog das wachsende Unternehmen, das nun 76 Mitarbeiter zählte, neue Räumlichkeiten in Gablenz, aber ein Jahr später reichte auch hier der Platz nicht mehr aus, und es erfolgte ein erneuter Umzug in die Chemnitzer Klostermühle. Das Produktionsspektrum hatte sich mittlerweile erweitert, 1840 lieferte man die erste Dampfmaschine aus. Für eine neue Spinnmaschine erhielt Richard Hartmann 1843 die große Preismedaille in Gold. 1844 verlagerte Hartmann erneut seinen Produktionsstandort und bezog neue Hallen an der späteren Hartmannstraße in Schloßchemnitz. Zu diesem Zeitpunkt beschäftigte er rund 350 Mitarbeiter. Im gleichen Jahr wurde auch eine eigene Eisengießerei in Betrieb genommen. 1847 wurde Hartmann in die Chemnitzer Freimaurerloge Zur Harmonie aufgenommen.
Das Jahr 1848 war ein Meilenstein für Richard Hartmann und sein Unternehmen. Zusammen mit Theodor Steinmetz gelang dem Unternehmen die Herstellung seiner ersten Dampflokomotive (Lok „Glück auf“). Die sächsische Staatsregierung hatte den Schritt zum Lokomotivbau mit einem Kredit von 30.000 Talern unterstützt, um eine eigene, autarke Lokomotivproduktion zu entwickeln. Die Hartmann’schen Lokomotiven erwiesen sich gegenüber den aus Großbritannien importierten als konkurrenzfähig und wurden in den folgenden Jahrzehnten auch weltweit exportiert. Hartmann entwickelte sich zum Hauptlieferanten der Königlich Sächsischen Staatseisenbahnen. Richard Hartmann war jedoch weitsichtig genug, um sich nicht ausschließlich auf den Lokomotivbau zu konzentrieren. Ende der 1850er Jahre ergänzte er das Produktionsspektrum seines Unternehmens um Turbinen und Mühleneinrichtungen, Bergwerksmaschinen, Bohrapparate sowie schwere Werkzeugmaschinen. 1857 zählte sein Unternehmen 1500 Mitarbeiter.
1870 erfolgte die Umwandlung des Unternehmens in eine Aktiengesellschaft unter der Firma Sächsische Maschinenfabrik vormals Richard Hartmann. Zu dieser Zeit beschäftigte das Unternehmen 2.700 Mitarbeiter, und war größter Industriebetrieb im Königreich Sachsen (Höchstzahl wurde 1923 mit rund 11.000 Mitarbeiter erreicht). Hartmann übernahm den Vorsitz des Verwaltungsrats. Die Lokomotivproduktion wurde von jährlich sieben (1848) auf 100 Stück (1874) gesteigert und entsprach damit Produktionszahlen wie bei Henschel & Sohn in Kassel oder bei der Union Gießerei Königsberg. Seine Maschinen wurden weltweit exportiert, so nach Argentinien, Brasilien, Dänemark, Indonesien, Kanada, Schweden oder in das heutige Saudi-Arabien.

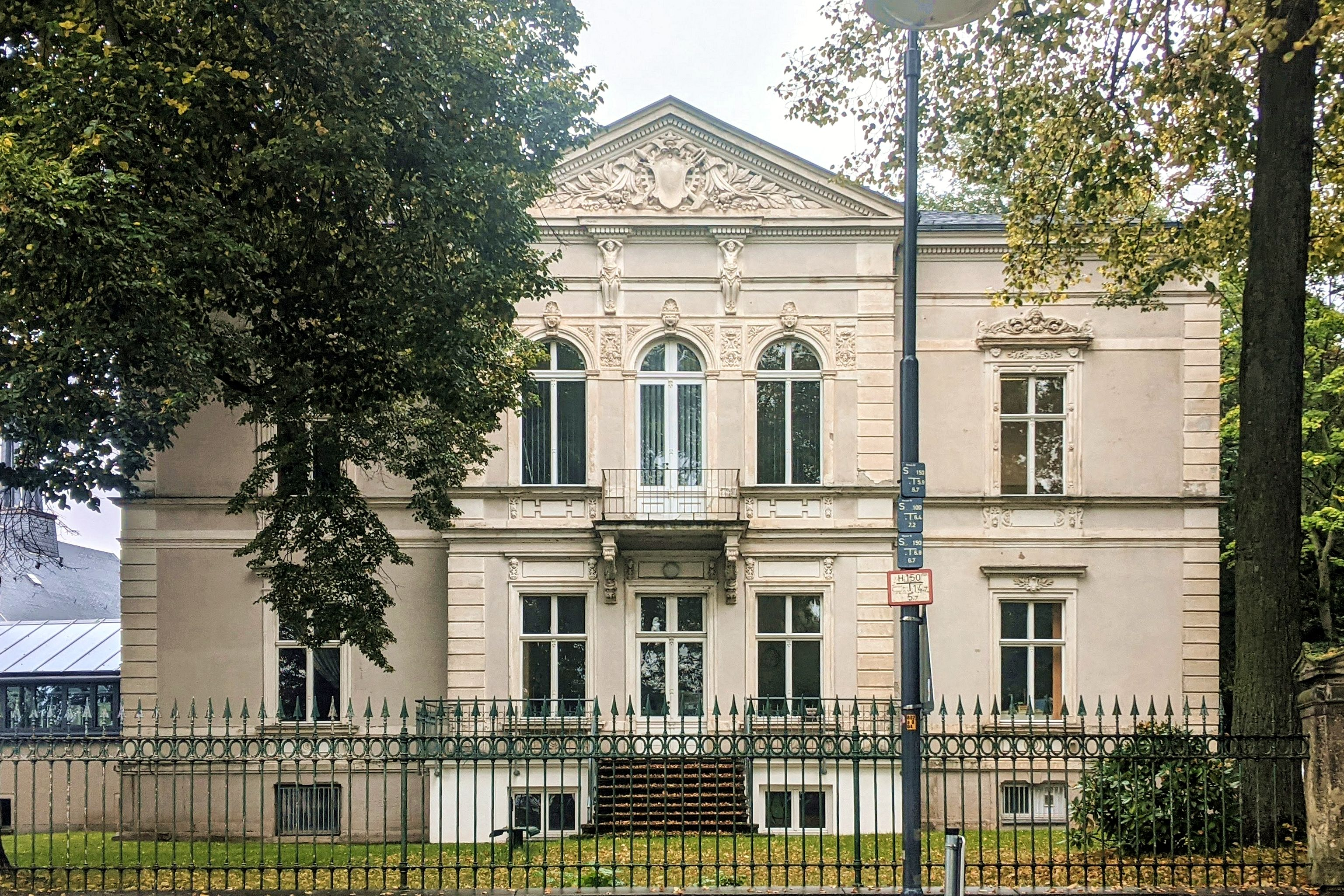
Villa Hartmann in Chemnitz

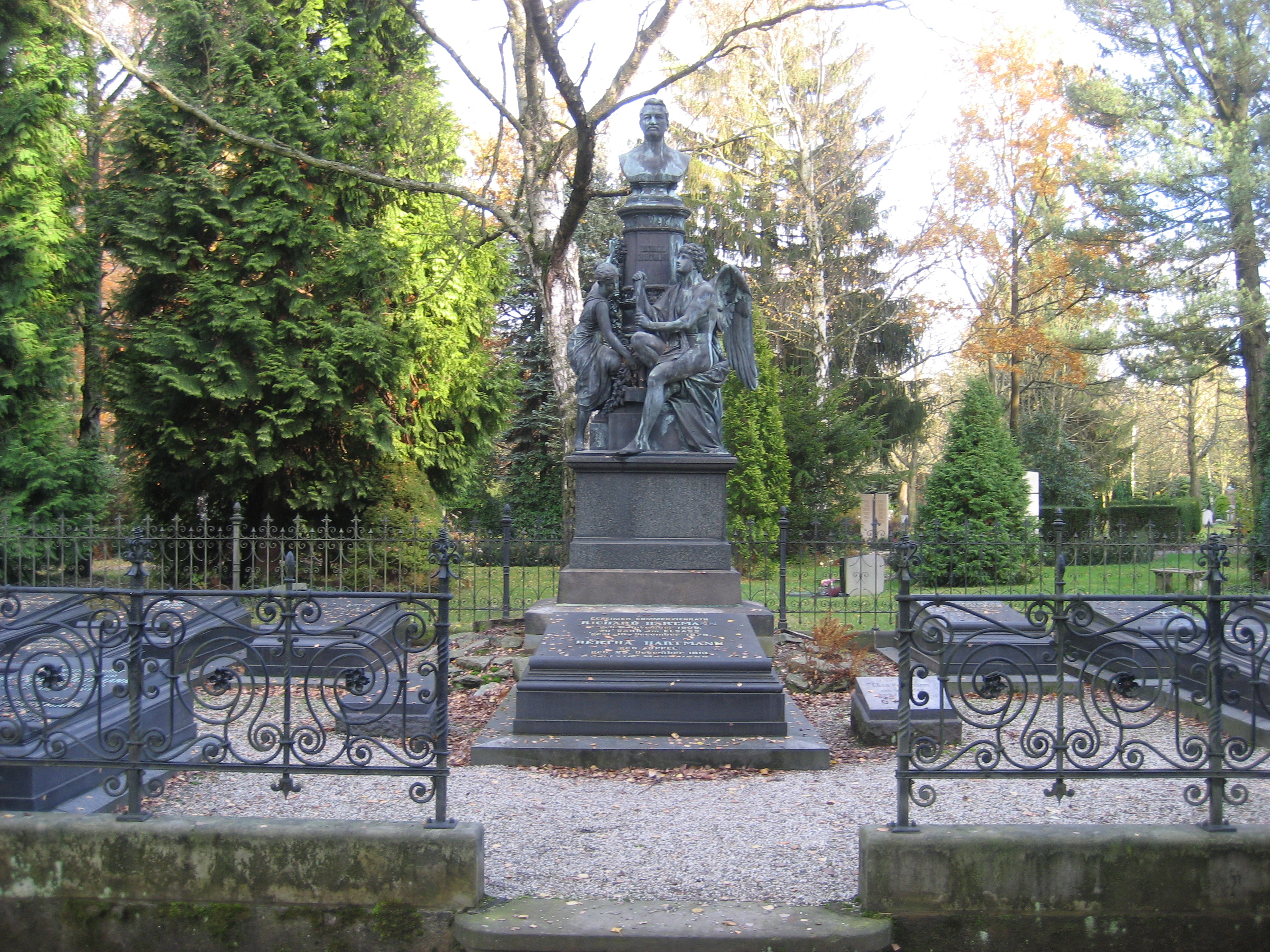
Grabmal mit Plastik von Johannes Schilling

Richard Hartmann wohnte in unmittelbarer Nähe zu seiner Fabrik in einer Villa an der Kaßbergstraße. Hier starb er am 16. Dezember 1878 an den Folgen eines Gehirnschlags. Hartmanns Grab befindet sich auf dem Chemnitzer Städtischen Friedhof.
Von 1874 bis 1877 ließ er von den Architekten Hübner und Baron die Villa Hartmann, einen Sommersitz im Stil von Gottfried Semper, an der Elbe in Dresden-Laubegast, Laubegaster Ufer 34, erbauen. Diese Villa wurde von seinem Sohn Gustav Hartmann seit 1881 als Wohnsitz genutzt. Sie ist bis heute erhalten und kann üblicherweise am Tag des offenen Denkmals besichtigt werden.
1880 wurde die der Fabrik am nächsten liegende Straße nach ihm Hartmannstraße benannt. Ebenso tragen die im Jahr 2002 eröffnete Vierfeld-Sporthalle Richard-Hartmann-Halle, die auf dem ehemaligen Werksgelände steht, und ein Chemnitzer Berufsschulzentrum seinen Namen. Von den ehemaligen Fabrikbauten sind nur noch wenige erhalten, darunter das unter Denkmalschutz stehende, heute als Polizeidirektion dienende Gebäude der Hauptverwaltung.

## Verdienste

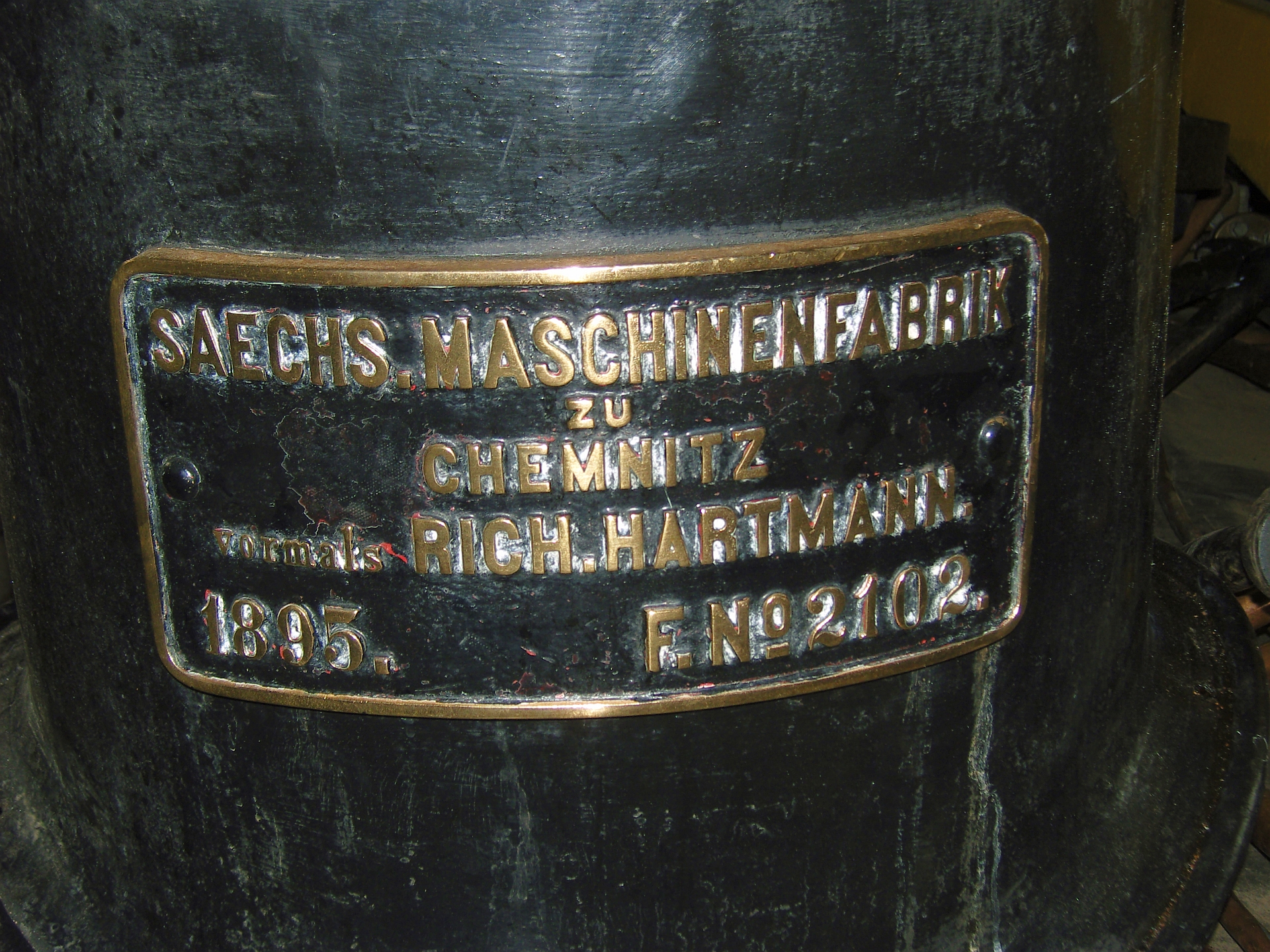
Typenschild im Norwegischen Eisenbahnmuseum Hamar

Richard Hartmann war einer der bedeutendsten sächsischen Unternehmer und der erfolgreichste Chemnitzer Fabrikant in der 2. Hälfte des 19. Jahrhunderts. Er gilt als wichtiger Wegbereiter des sächsischen Maschinenbaus, dessen Ruf er weltweit maßgeblich mitprägte. Hartmann gelang es, einen gegenüber Großbritannien konkurrenzfähigen Lokomotivbau am Standort Sachsen zu etablieren. Die von ihm gegründete Sächsische Maschinenfabrik war das größte Unternehmen Sachsens und hatte einen Anteil daran, dass sich Chemnitz nach 1870 zu einer der großen deutschen Industriemetropolen entwickelte.

## Förderpreis
Der Industrieverein Sachsen 1828 e. V. vergibt den mit 5.000 Euro dotierten Förderpreis Richard Hartmann für herausragende industrienahe wissenschaftliche, technische und betriebswirtschaftliche Ergebnisse mit hohem Neuheitsgrad.

## Ehrungen
Folgende Straßen tragen seinen Namen:
- Hartmannstraße in Chemnitz (seit 1880)
- Hartmanngasse in Barr/Elsass (bis 1919)
- Rue R. Hartmann in Barr (seit 1987)

Folgende Gebäude tragen seinen Namen:
- Richard-Hartmann-Halle in Chemnitz (eingeweiht 2002)
- Villa Hartmann in Dresden-Laubegast (eingeweiht 1877)
- Villa Hartmann in Chemnitz-Kaßberg (heute Kraftwerk e. V.)

## Trivia
Sein Wirken war Vorbild folgender Romane:
- Paul Burg: Zwei Eisen im Feuer, Staakmann-Verlag, Leipzig, 1921
- Georg Oedemann: Zwanzig Jahre Arbeit, Braun & Schneider, München, 1941
- Georg Oedemann: Richards Geheimnis, Lengerich, 1961

Zu Lebzeiten verfasste Ernst Rudolph eine Biographie (Chemnitz, 1862).
2001 wurde der Verein Eisenbahnfreunde Richard Hartmann Chemnitz e. V. gegründet. Die Multifunktionshalle und das Berufliche Schulzentrum für Technik 3 der Stadt Chemnitz tragen ebenfalls den Namen Hartmanns. Der 1.-Klasse-Wagen der Parkeisenbahn Chemnitz wurde auf den Namen Richard Hartmann getauft.